# Megalastrum spectabile
Megalastrum spectabile är en träjonväxtart som först beskrevs av Georg Friedrich Kaulfuss, och fick sitt nu gällande namn av Alan Reid Smith och R. C. Moran. Megalastrum spectabile ingår i släktet Megalastrum och familjen Dryopteridaceae. Utöver nominatformen finns också underarten M. s. phillippianum.